# Hall & Oates
Daryl Hall and John Oates, чаще называют просто Hall & Oates — музыкальный дуэт филадельфийцев Дэрила Холла и Джона Оутса, один из самых успешных в истории американского шоу-бизнеса. Они смешивали элементы филадельфийского соула и мягкого рока для создания лёгкой танцевальной музыки, окрещённой ими «рок-энд-соулом».
С 1977 по 1984 год Холл и Оутс шесть раз возглавляли Billboard Hot 100 с собственными песнями «Rich Girl», «Kiss on My List», «Private Eyes», «I Can’t Go for That», «Maneater» и «Out of Touch». Их шлягеры неоднократно возвращались на вершины хит-парадов в исполнении певцов более молодого поколения.
В апреле 1984 года Американская ассоциация звукозаписывающих компаний объявила Холла и Оутса самым успешным дуэтом в истории американской музыки. В тот год по числу проданных записей они превзошли The Everly Brothers и The Righteous Brothers.
В 2014 году дуэт был возведён в Зал славы рок-н-ролла.

## История
Дэрил Франклин Холл и Джон Уильям Оутс познакомились в университете Темпл в Филадельфии в 1967 году и позже сформировали группу. В 1972 году Холл и Оутс подписали контракт с лейблом Atlantic и выпустили свой дебютный альбом.
Первые альбомы дуэта не были столь популярны. Abandoned Lucheonette — второй альбом Холла и Оутса — добился небольшого успеха. Сингл «She’s Gone» стал популярен, а сам альбом попал на 33-е место в чартах США и получил платиновый статус.
После альбома War Babies дуэт покинул Atlantic Records и начал работу с RCA[когда?]. В 1975 году они записали свой первый по настоящему популярный альбом Daryl Hall & John Oates, который еще называют[кто?] Серебряным Альбомом. Альбом достиг 17-го места, а сингл «Sara Smile», который Дэрил посвятил своей девушке Саре Аллен — 4-го. В 1976 году был выпущен альбом Bigger Than Both Of Us. «Rich Girl», вторая песня из альбома, стала хитом и достигла первого места в чартах.
Позже наступил тяжелый период для группы[когда?]. Три следующих альбома — Beauty on a Back Street, Along the Red Ledge и X-Static не были столь популярны из-за модного на тот момент жанра диско. RCA хотели выдвинуть Дэрила на первый план и выпустить его первый сольный альбом Sacred Songs, но он был отложен аж до 1980 года.
В 1980 году к Холлу и Оутсу вернулась слава. Альбом Voices попал на 17-е место в Billboard 200 Pop Albums и заработал платиновый статус. Сингл «Kiss on My List» стал хитом и достиг 1-го места. Другие песни — «You Make My Dreams», «How Does It Feel To Be Back» и кавер на «You’ve Lost That Lovin' Feelin'» тоже пользовались популярностью.
Вскоре[когда?] вышел ещё один хитовый альбом — «Private Eyes». Синглы «Private Eyes» и «I Can’t Go for That (No Can Do)» попали на 1-е место Billboard Hot 100.[когда?]
В 1982 году Холл и Оутс выпустили альбом H2O, ставший мультиплатиновым. Сингл «Maneater» с этого альбома достиг первой позиции в хит-параде Billboard Hot 100 в США. «One on One» и представленная в альбоме кавер-версия «Family Man» Майка Олдфилда, тоже были популярны и достигли 7-го и 6-го место в чартах соответственно.[когда?]

## Дискография
См. также «Дискография Hall & Oates»
- Whole Oats (1972)
- Abandoned Luncheonette (1973)
- War Babies (1974)
- Daryl Hall & John Oates (1975)
- Bigger Than Both of Us (1976)
- Beauty on a Back Street (1977)
- Along the Red Ledge (1978)
- X-Static (1979)
- Voices (1980)
- Private Eyes (1981)
- H2O (1982)
- Big Bam Boom (1984)
- Ooh Yeah! (1988)
- Change of Season (1990)
- Marigold Sky (1997)
- Do It for Love (2003)
- Our Kind of Soul (2004)
- Home for Christmas (2006)